# Kincardine on Forth
Pour les articles homonymes, voir Kincardine.
Kincardine on Forth (en Gaélique écossais Cinn Chàrdainn), est un village d'Écosse au nord du Firth of Forth dans le Fife. 

## Histoire
Le village reçoit le statut de bourg de baronnie en 1663. Il s'agissait autrefois d'un petit port raisonnablement prospère. Le paysage urbain conserve de nombreux exemples de bâtiments vernaculaires écossais des XVIIe, XVIIIe et début du XIXe siècles, bien qu'il ait été considérablement modifié lors de la construction du pont Kincardine en 1932-1936. 